# Maren Mjelde
Maren Nævdal Mjelde, född 6 november 1989 i Bergen, är en norsk fotbollsspelare som spelar för Everton. Mjelde spelade 2005–2012 i Arna-Bjørnar. 2013 till 2014 spelade hon i tyska klubblaget 1. FFC Turbine Potsdam för att 2014 gå till Kopparbergs/Göteborg FC.
Mjelde debuterade i landslaget 2009 och har spelat 151 landskamper (19 mål). Hon har bland annat deltagit i EM 2009, VM 2011 och VM 2015.

## Meriter
- Kniksens Minnefond 2006
- Årets unga spelare 2007
- EM-silver 2008 (J17)
- EM-brons 2009 (A-landslaget)